# موریتا ۷۷۹۷
سیارک ۷۷۹۷ (به انگلیسی: 7797 Morita، نامگذاری:1996BK2) هفت هزار و هفتصد و نود و هفتمین سیارک کشف شده‌است که در ۲۶ ژانویه ۱۹۹۶ کشف شد.
قدر مطلق سیارک برابر ۷۴.۰ است.